# آراوا
آراوا هي أكبر بلدة والعاصمة السابقة لمنطقة بوغانفيل ذاتية الحكم.